# Milits
En milits er en organisation af borgere der skal yde forsvar, fungere som beredskab eller som en paramilitær tjeneste.
Der er flere forskellige definitioner på en milits:
- Officielle militære reservestyrker, som for eksempel hjemmeværnet eller USA's nationalgarde
- Nationale politistyrker i Rusland og tidligere sovjetstater: Militsija
- Den våbenføre del af en stats befolkning
- En privat, ikke-statslig styrke, der organiseres efter eget initiativ, ikke nødvendigvis støttet af den stat den eksisterer i. Eksempel: Hizbollahmilitsen

En milits adskiller sig fra den regulære hær, eller kan sågar være modstander til denne, for eksempel for at modvirke et militærkup. I mange tilfælde er militsens rolle, eller selve eksistensen af en milits, kontroversiel.

## Borgervæbningen
Borgervæbningen var militært organiserede korps bestående af borgere og ikke af professionelt uddannede soldater. I Danmark bestod borgervæbningen af købstædernes våbenføre mænd.
Borgervæbninger kendes i Danmark fra 1500-tallet og var beregnet til at deltage i det lokale forsvar, men kunne også anvendes som supplement til det nationale. Ordningen svandt hen i løbet af 1700-tallet, men blev genoprettet i 1801 som en borgerlig pendant til landeværnet, der bestod af udskrevne bønder. I København samledes i 1808 flere frivillige korps i Københavns Borgervæbning. Omkring 1840 udgjorde borgervæbningen ca. 10.000 mand. Ordningen ophævedes for købstædernes vedkommende i 1873 og for Københavns vedkommende ved forsvarsordningen af 1909.

## Landeværn
Landeværnet var et middelalderligt lokalforsvar. Ud over pligten til at følge kongen på hærtogt ud af landet, leding, fandtes i middelalderen en pligt til at deltage i lokalforsvaret i tilfælde af fjendtligt angreb. Denne pligt kendes både i Danmark og i det øvrige Europa og gjaldt alle våbenføre, som måtte møde "mand af hus". Alarmering kunne foregå ved bavn og brand, idet man, når fjenden var set af en strandvagt, tændte bavn, en vedstabel e.l., på højdedrag og sendte vidjebrand rundt. Mens kongen ofte gav fritagelse for leding og andre offentlige ydelser, fritoges ingen for landeværn, og forsømmelse straffedes på livet. I 1428 udtalte det sjællandske landsting: "Da kunne vi ikke finde rettere efter gammel sædvane og ret, som tidligere har været gældende i landet, end at hvis fjenden kommer til landet, og bavn brænder, og vidjebrand går, og nogen, som både har lovlig alder og er våbenfør, sidder hjemme, så bør han hænge ved sin egen bjælke".